# 中華民國—朝鮮民主主義人民共和國關係
中華民國與朝鲜民主主义人民共和国（通稱朝鮮、北韓）無官方外交關係，目前也沒有在對方首都互設具大使館功能的代表機構。對北韓的相關事務由駐新加坡臺北代表處兼轄。中華民國對外貿易發展協會（外貿協會）曾計畫於北韓設立據點，推動雙邊貿易，因客觀環境而未能實現，但民間工商業及旅遊業方面，仍有交流及接觸。2017年9月22日，中華民國政府為配合國際對北韓的制裁，全面停止與北韓的雙邊貿易。

## 政治

### 外交
第二次世界大戰結束之後，朝鮮半島南北分由美蘇佔領託管，與中華民國政府關係密切之大韓民國臨時政府，在美國支持下於南方成立大韓民國，而中華民國隨即予以承認，並視其為代表朝鮮半島唯一的合法政府。在冷戰期間，中華民國一直只承認大韓民國並不承認朝鮮民主主義人民共和國的存在。戒嚴時代官方發行之世界地圖上朝鮮半島部分曾經長期只標記「韓國」或「大韓民國」字樣。意識形態上的對立加上北韓自身的封閉，因此在冷戰時期雙方自然幾乎沒有任何往來。
浦項工科大學教授朴宣英研究，1948年7月10日中华民国国防部第二厅发给大韩民国外交部文件报告，1948年2月苏联和北韩在平壤商定，将间岛、安东及吉林定为韩人自治区；苏联欲将延吉、牡丹江、穆陵及其邻近地区划入北韩；这些地区由北韩正规军驻扎，朝鲜人主管地方行政，并另附了一张地图。

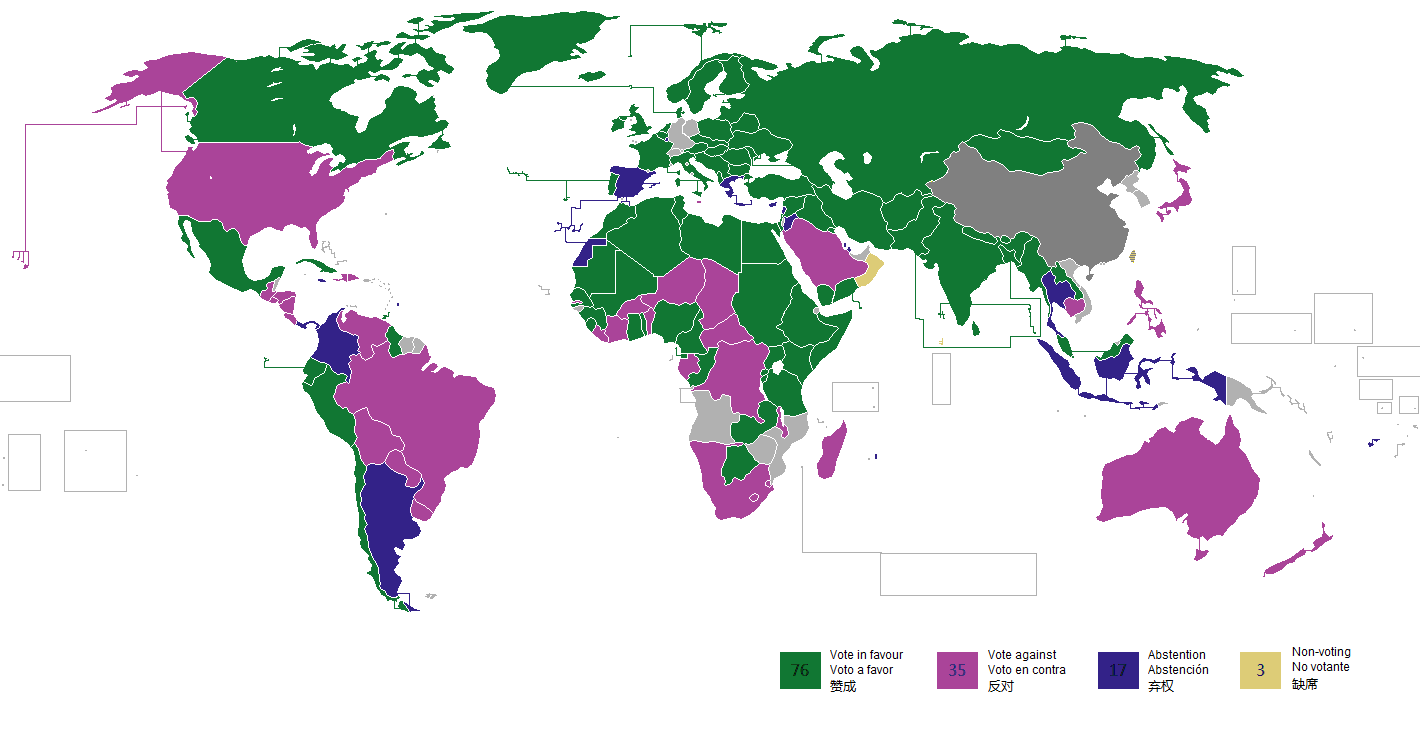
灰色國家表示非聯合國會員國，北韓當時尚未加入，因此不能對中華民國續留聯合國一案參與投票，即《聯合國大會2758號決議》。

1971年10月25日，由於當時韩国与朝鲜皆非聯合國會員國，因此無法就中國代表權問題表態，即《聯合國大會2758號決議》。
北韓曾疑似在1987年，於日本綁架一名台灣女子沈靜玉去到北韓。
1992年，中華民國總統李登輝不滿韓國毀約並與中華人民共和國建交，遂指示中華開發董事長劉泰英與北韓接觸並開展經濟合作，不排除雙方建交。劉泰英立即前往平壤，由朝鮮人民軍最高司令官金正日陪同劉並參觀還未完工的柳京飯店，提出可將105大樓劃為免稅的自由貿易區。另外，中華民國政府考慮使用中華開發的名義，提供北韓以鐵礦煤礦交換2億美元的貸款。後來美國介入，正式通知李登輝不要金援北韓，隨後雙方便停止進一步的接觸。
1992年12月，北韓中央人民委员会經濟政策委員會委員長崔鼎根率團，以「高麗民族產業發展協會」名義，持總理姜成山具名的委任狀，經新加坡赴臺訪問，崔鼎根也邀請中華民國外交部政務次長章孝嚴回訪，但最終並未成行。1996、1997年，臺灣也曾派農畜專家考察團到順安農場提供技術、機具、種子等援助。1997年7月，北韓亦派農牧人士代表團訪臺參觀。
2001年5月，北韓與其他9個國家在世界衛生大會的總務委員會中，發言反對中華民國以觀察員身分參與世界衛生大會。
2003年，北韓在台灣設有官方授權的一人商務辦事處（北朝鮮駐台辦事處），北韓官員更曾四度祕訪台灣。但北韓並未派人駐台，而是由「看守人」負責一切對外事務，直到2017年，該辦事處才因北韓與國際關係緊張，主動暫停一切事務運作。
2003年7月，北韓籍女子朴榮實欲前往南韓尋求政治庇護，在中國大陸河北省秦皇岛港跳海，於海上漂流時由巴拿馬籍貨輪救起，該船後抵達臺灣高雄港。朴榮實希望中華民國政府協助其在南韓尋求政治庇護，經查證確屬北韩难民，南韓政府亦請求協助其在臺灣過境轉機，以便前往南韓尋求政治庇護，中華民國外交部會同有關單位與南韓駐台人員協助辦理離境手續，搭機前往南韓。
2017年2月13日，北韓最高領導人金正恩的大哥金正男在馬來西亞吉隆坡国际机场遭人以神經毒劑暗殺身亡，其長子金漢率於3月8日透過影片報平安，同時感謝荷兰、美国、中國、不具名國家的協助，外界推測該「不具名國家」應是指臺灣。金正男的遺孀、金漢率與妹妹從澳門入境臺灣後，在桃園國際機場停留30小時，之後搭機前往荷蘭，原計畫在當地申請难民資格，卻被美國中央情报局（CIA）人員帶走後消失無蹤。
2017年7月5日，中華民國外交部針對北韓4日從平安北道芳峴地區朝日本海海域發射一枚「火星14」洲際彈道飛彈一事，表示嚴正譴責及高度關切。中華民國外交部呼籲北韓當局，確實遵守聯合國安理會相關決議，並立即停止任何損及區域安全的舉措，共同維護朝鮮半島及東亞區域的和平、穩定與繁榮。
2021年10月21日，美國國務院東亞暨太平洋事務局副助理國務卿華自強指責中華人民共和國誤用《聯合國大會第2758號決議》，並支持臺灣參與聯合國活動。對此，中華人民共和國駐美國大使館批評此舉公然挑戰一個中國原則，是嚴重的政治挑釁。北韓外務省副相朴明浩亦表示「臺灣是中國的一部分，美國行為已是對北京的明確干涉，只會讓美中衝突變得更緊張」，北韓完全支持中國政府和人民維護國家主權和領土完整、一定要實現祖國統一的立場，強調台海緊張將波及朝鮮半島。

## 北韓核問題

### 核武問題
由於政治因素，中華民國未能直接參與任何關於北韓核武器問題的會議（例如六方會談），但中華民國政府對北韓的核武問題與美國、日本及大韓民國同樣採取的是反對發展、期望朝鮮半島無核化、各方透過對話和平解決之立場。
2019年5月，美國國務院對北韓事務高級官員藍墨客低調訪問台灣，與中華民國外交、國安官員會面討論朝鮮半島情勢，並尋求合作共同推進北韓無核化。前美國國防部長辦公室中國事務主任博思科（Joseph Bosco）表示，台灣是民主體制，但北韓和中國大陸都是獨裁專政，「只會為周邊鄰國製造問題」，台灣及其他地區國家都應該對此感到憂慮。台灣參與美國的「防擴散安全倡議」，也是國際社會防止大規模殺傷性武器擴散議題上的「積極夥伴」，曾經協助攔截過遭到聯合國禁運制裁的北韓船隻，而中國大陸卻正好相反。美台應該在北韓核武及區域安全問題上有更多的討論，因為台灣能夠在美國印太戰略下扮演重要角色。

### 禁運
為防止北韓及伊朗可能透過中華民國獲取發展核武器及大規模殺傷性武器計畫所需的設備，在國際禁運部份北韓商品情勢下，自2006年6月起，中華民國也制定《輸往北韓及伊朗之敏感貨品清單》，有398項貨品禁止出口。依「戰略性高科技貨品輸出入管理辦法」規定，應向經濟部國際貿易局或委任、委託的機關（構）申請「戰略性高科技貨品輸出許可證」，獲准後便可報關出口。但即使有相關規定，也仍有違法出口而被判刑的案例。
2017年9月22日，中華民國行政院長賴清德宣佈配合國際對北韓接連發射飛彈與核試驗的制裁，全面停止與北韓的雙邊貿易。

#### 台商違反禁運決議
台灣商人陳世憲遭指控於2017年10月，其投資的「比利恩88號」油輪及租用香港籍「方向永嘉號」輪被拍到在公海上駁油給北韓船隻。據查兩艘分別從日本、韓國載運油品，再到公海駁油給北韓船隻，涉嫌違反聯合國安理會的禁運決議，韓國並於2017年11月24日扣押「方向永嘉號」，臺灣高雄地方法院檢察署（雄檢）偵辦後以150萬新台幣交保候傳。
台灣莊姓貿易商在2017年12月用相似手法，以獅子山籍「金穗」輪從台灣運7千公噸柴油赴公海與北韓船隻交易，全程遭美國的無人機空拍，雄檢訊後以200萬新台幣交保候傳。
此外，張永源、黃旺根、陳美香等台商亦被美國或聯合國指控協助北韓規避貿易制裁。

### 核廢料處理
中華民國的台灣電力公司曾經有意將核廢料運送至北韓處理，雙方並一度達成共識；但事後因政治因素無疾而終。

## 經濟

### 背景
中華民國與北韓無外交關係，雙方亦未互設官方性質的政治或經濟交流管道，中華民國對外貿易發展協會（外貿協會）曾計畫前往北韓設立據點，推動雙邊貿易，因客觀環境而未能實現，但民間工商界及旅遊業方面，仍有交流及接觸。中華民國政府於1990年3月開放對前蘇聯及阿爾巴尼亞等前社會主義國家的進出口貨品以直接貿易方式辦理，其簽證規定也按一般進出口規定辦理，後又於1991年11月核定開放對北韓的直接貿易。

### 貿易
中華民國與北韓的貿易往來自2005年起逐漸增加，但自2012年後逐年減少。根據韓國貿易振興公社統計，自2011年後一直是北韓第6大貿易夥伴。2017年，佔北韓總貿易比重的0.05%。
2009年，雖引起美國在臺協會和駐臺北韓國代表部的關切，但臺灣朝鮮經貿協會由外貿協會在「幕後」協助下成功創立，並於該年1月15日舉辦第一次成立大會。
2017年9月22日，中華民國行政院長賴清德宣佈配合國際對北韓接連發射飛彈與核試驗的制裁，全面停止與北韓的雙邊貿易，對北韓唯一窗口「台灣朝鮮經貿協會」也因此中斷聯繫；北韓的對口單位則是「朝鮮台灣交流促進協會」，該協會是北韓貿易省下的單位，會長是由局長兼任，有官方色彩。至於坊間「北韓-朝鮮經貿文化情報」（現改為朝鮮經貿文化情報DPRK）粉絲專頁並非官方機構，是由台灣民間的北韓愛好者自行設立，不被中華民國與北韓官方承認。
由於北韓遭受國際制裁，因此2018－2024年，北韓與中華民國無官方的貿易統計資料。
| 年分 | 貿易總額   | 貿易總額 | 貿易總額 | 出口至北韓 | 出口至北韓 | 出口至北韓 | 自北韓進口 | 自北韓進口 | 自北韓進口 | 順逆差 |
| 年分 | 金額       | 年增減   | 排名     | 金額       | 年增減     | 排名       | 金額       | 年增減     | 排名       | 順逆差 |
| ---- | ---------- | -------- | -------- | ---------- | ---------- | ---------- | ---------- | ---------- | ---------- | ------ |
| 2013 | 40,540,866 | ▼23.4%   | 115      | 3,060,552  | ▼72.4%     | 162        | 37,480,314 | ▼10.4%     | 95         | 逆差▲  |
| 2014 | 44,025,288 | ▲8.6%    | 111      | 3,617,281  | ▲18.2%     | 159        | 40,408,007 | ▲7.8%      | 88         | 逆差▲  |
| 2015 | 30,013,276 | ▼31.8%   | 116      | 100,790    | ▼97.2%     | 210        | 29,912,486 | ▼26.0%     | 88         | 逆差▼  |
| 2016 | 12,700,207 | ▼57.7%   | 132      | 559,831    | ▲455.4%    | 190        | 12,140,376 | ▼59.4%     | 106        | 逆差▼  |
| 2017 | 2,749,568  | ▼78.4%   | 173      | 45,465     | ▼91.9%     | 216        | 2,704,103  | ▼77.7%     | 139        | 逆差▼  |

### 投資
2011年12月，北韓通過《朝鮮黃金坪和威化島經濟區法》，因此台灣LED研發公司世晶綠能科技股份有限公司獲得准許，可於威化島設立世晶科技產業園區。
2015年，台灣最大的澳洲淡水龙虾養殖業者陳嘉夫，接獲北韓對台唯一官方窗口「朝鮮台灣交流促進協會」的正式邀約進入北韓，也是兩岸三地首度前進北韓，由領導人金正恩「欽點」傳授龍蝦養殖技術的第一人。其後，北韓官方曾多次詢問他前往投資養殖漁業的意願，陳嘉夫則回應：「當時就嗅出北韓要走向開放了，但我不會再去！」、「北韓經驗一次就夠了。」
2018年10月1日，前中華開發董事長、臺灣綜合研究院創辦人劉泰英在台北宴請北韓新義州特別行政區長官楊斌，在場人士包括台灣企業家以及韓國樂天集團與馬來西亞雲頂集團，舉行一場跨國性的北韓投資會議。早在2002年，楊斌曾詢問劉泰英投資機會，盼能複製台灣經濟成功經驗，共同合作開發新義州。劉泰英當時建議新義州除了發展國防外交外，還需要行政、立法及司法權，但後來楊斌涉嫌經濟犯罪被中國大陸監禁，加上當時美國亦不樂見台灣協助開發新義州，於是合作案無疾而終。至2018年，北韓領導人金正恩分別與韓國總統文在寅、美國總統川普會面，使得朝鮮半島緊張局勢降溫，才讓台灣與北韓合作開發新義州一案重新提及。
2019年4月，根據台灣《蘋果日報》「前進北韓」系列報導，記者走訪北韓官方新推的經濟特區南浦特別市，並採訪對外經濟省官員。記者詢問關於北韓與台灣貿易的問題，官員的回覆卻很抽象。被問到是否希望從台灣引進特定技術或產業，北韓官員回答：「沒有研究。」談到招商模式與投資額度，北韓官員也說，沒有特定方式與額度規定。記者分析官員說法，目前北韓對於吸引外資的政策，似乎沒有太過明確的規定可循，還是以「人治」為主。

### 會展
2008年，首度組團參加「2008年平壤國際商品展覽會」，分別由中華民國對外貿易發展協會（外貿協會）、華悅國際企業股份有限公司（華悅國際）與臺灣朝鮮民間經濟技術交流協會租用30個攤位，為當時第2大參展方。
2014年，臺灣朝鮮經貿協會與外貿協會、臺北市進出口公會，委請華悅國際組團前往北韓參加「2014年平壤國際商品展覽會」。
2017年起由於國際制裁北韓情勢升高，停辦赴北韓參展業務。

## 交流

### 媒體
台灣民間全民電視公司的台灣演義節目於2010－2018年，多次進入北韓實地採訪或後製成專題節目。
壹電視新聞台、三立新聞台、華視新聞、《蘋果日報》亦進入北韓實地採訪或後製成專題節目。壹電視新聞台並專訪最高層級的脫北者－北韓前駐英國公使太永浩。
目前中華民國與北韓之間僅有透過中華民國對外貿易發展協會下的「台灣朝鮮經貿協會」協助雙方媒體採訪，為唯一對外窗口；另外，「北韓-朝鮮經貿文化情報」（後改為朝鮮經貿文化情報DPRK）並非北韓對外官方管道，台灣媒體人朱學恆認為「看起來是看到有商機，或者以打擊帝国主义為己任的熱心人士，所成立的網路媒體」。3C部落客不來恩經過查詢，認為該粉絲專頁為台灣補教老師洪浩設立，他的發言只代表他，不代表任何國家、團體。

### 觀光
2018年7月，帶有北韓半官方色彩的「朝鮮民族遺產國際旅行社」首度在台灣設立銷售中心，並與台灣指定旅行社合作推出「神祕朝鮮深度體驗旅遊」系列行程。除了安排體驗北韓首度對外開放的旅遊景點外，也希望爭取台灣赴北韓的經貿考察團商機。

## 簽證

持中華民國護照的中華民國國民簽證要求分布圖：入境北韓需要簽證。

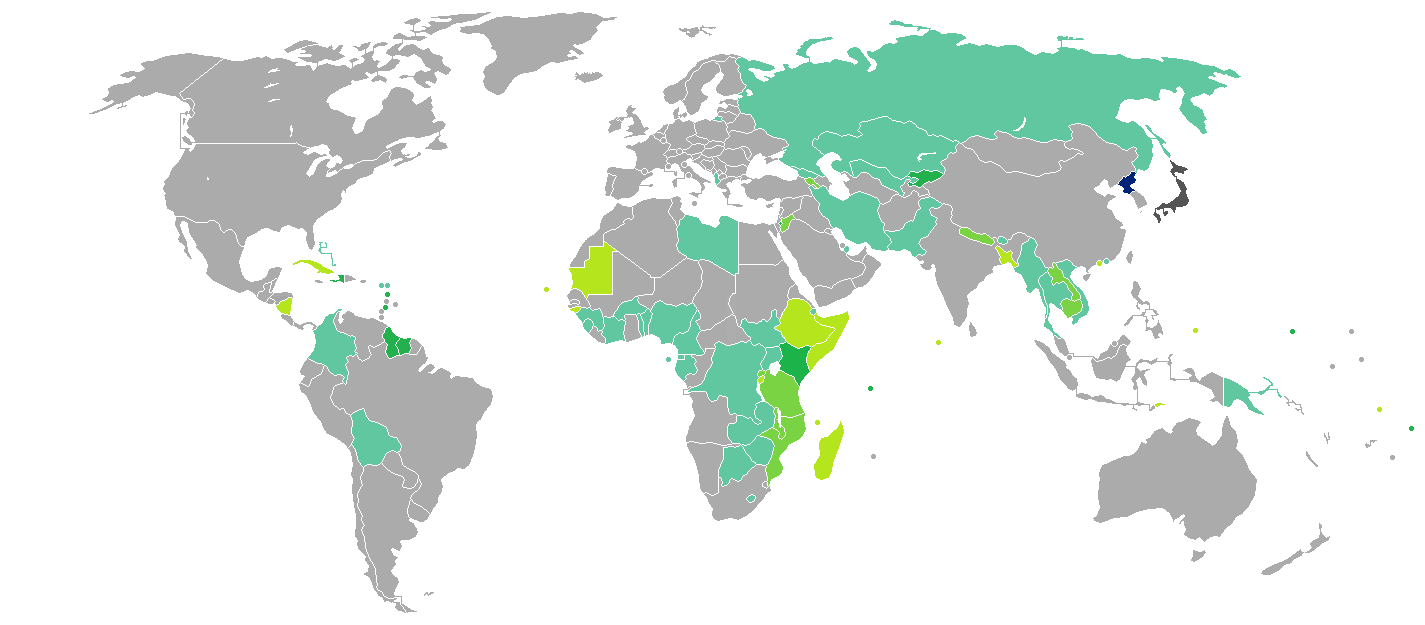
持北韓護照的朝鮮人口簽證要求分布圖：入境中華民國需要簽證。

兩國國民皆須申請簽證方可入境對方國家。持有中華民國護照與北韓有關機關邀請函的中華民國國民可至最近的北韓駐外館處申請簽證。
持有北韓護照的北韓國民抵台參加由中央政府機關主辦、協辦或贊助之運動賽事，可以電子簽證入境中華民國，停留最多30天並不得延期。

## 交通

### 航空

#### 客運
1995年4月，中華航空旅遊包機首度飛往北韓首都平壤順安國際機場。1996年3月，北韓正式成立高麗航空事務所，負責觀光推廣及簽發觀光簽證等工作。在2000年代初期，華信航空也曾經開辦過飛往平壤的旅遊包機航線，但後來停飛，原因不明。
兩國無直航班機，可經由（不計航點遠近，截至2023年6月19日）：
- 台北→北京-首都（*暫停飛北韓）、瀋陽*（斜體 暫停飛臺灣），再轉機前往北韓平壤國際機場。
- 高雄→北京-首都*→北韓。

## 外部連結
- 中華民國外交部－朝鮮民主主義人民共和國簡介 （页面存档备份，存于）
- 駐新加坡台北代表處
- 外交部領事事務局－國外旅遊警示分級表
- 中華民國衛生福利部－國際旅遊疫情建議等級
- 中華民國國際經濟合作協會 （页面存档备份，存于）
- 台灣朝鮮經貿協會的Facebook專頁